# Chironomus tokyoensis
Chironomus tokyoensis är en tvåvingeart som först beskrevs av Sasaki 1928.  Chironomus tokyoensis ingår i släktet Chironomus och familjen fjädermyggor. Inga underarter finns listade i Catalogue of Life.